# Lisl Goldarbeiter
Lisl Goldarbeiter (Vienna, 23 marzo 1909 – Budapest, 14 dicembre 1997) è stata una modella austriaca.

## Carriera
Nel 1929 viene eletta Miss Austria e vince nella sezione "Miss Universo" del concorso di bellezza "International Pageant of Pulchritude", svoltosi in Texas. Sempre nel 1929 partecipa, in Francia, a Miss Europa dove si classifica seconda.